# Ommatius angustus
Ommatius angustus là một loài ruồi trong họ Asilidae. Ommatius angustus được Scarbrough miêu tả năm 2003. Loài này phân bố ở vùng nhiệt đới châu Phi.